# Mojżesz Moszkowski

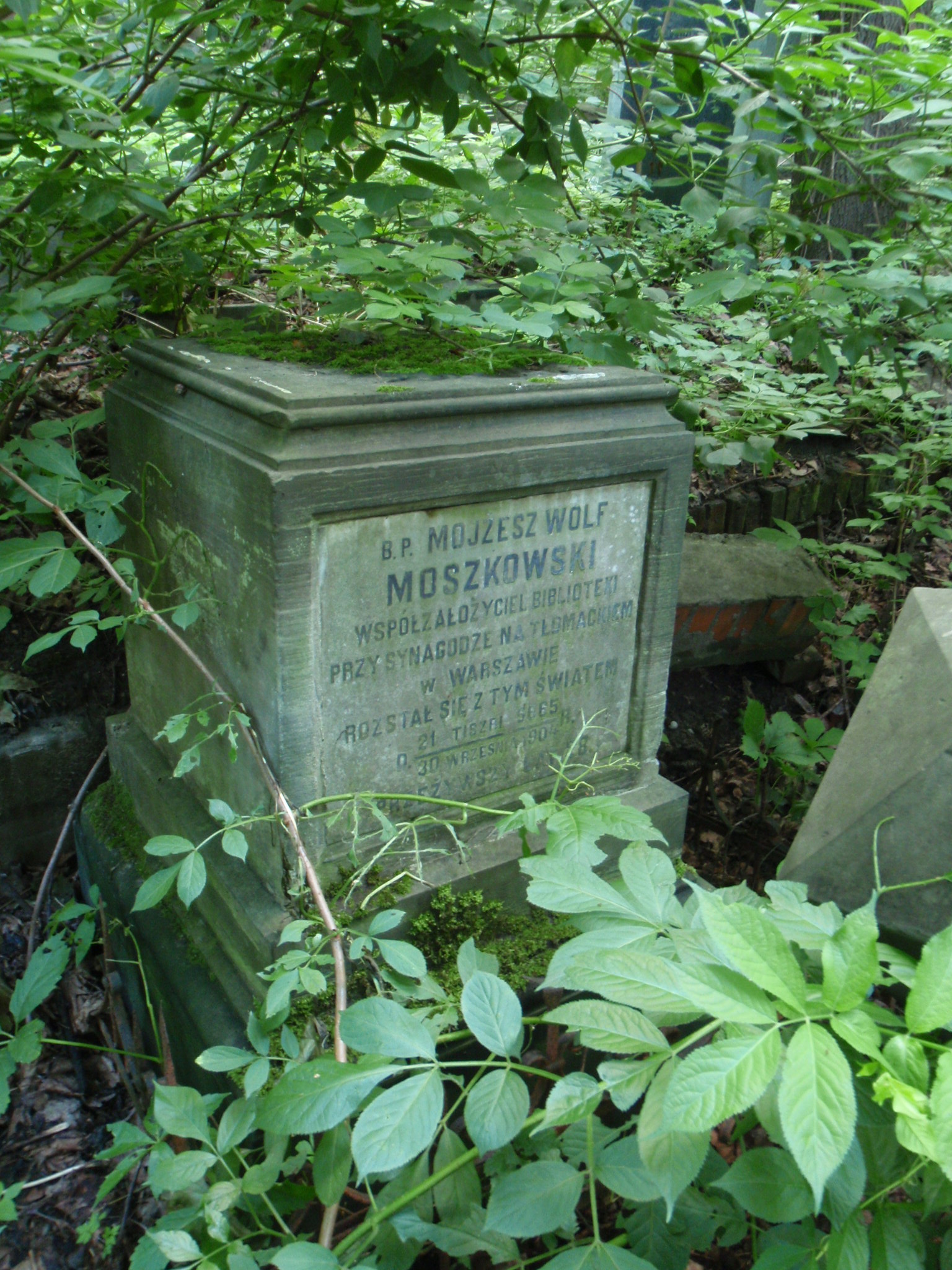
Grób Mojżesza Wolfa Moszkowskiego na cmentarzu żydowskim w Warszawie

Mojżesz Wolf Moszkowski (ur. 1826 w Działoszycach, zm. 30 września 1904 w Warszawie) – polski bibliotekarz żydowskiego pochodzenia. 
O jego dzieciństwie niewiele wiadomo. Otrzymał wykształcenie religijne i ukończył studia rabinackie. W 1870 przyjechał do Warszawy. Tam współpracował z Izaakiem Cylkowem, Ignacym Bernsteinem i Chaimem Zeligiem Słonimskim na rzecz powstania biblioteki przy Wielkiej Synagodze. Po otwarciu biblioteki w 1881 został w uznaniu zasług położonych dla jej założenia honorowym bibliotekarzem i opiekunem. 
W sierpniu 1886 r., na licytacji majątków ziemskich wystawionych do przymusowej sprzedaży, nabył za 32,5 tys. rubli srebrem dobra Pierocice., które w 1900 r. sprzedał Feliksowi Osuchowskiemu herbu Gozdawa.
Jest pochowany na cmentarzu żydowskim przy ulicy Okopowej w Warszawie (kwatera 31, rząd 3).